# 小行星5679
小行星5679（5679 Akkado）是一颗绕太阳运转的小行星，为主小行星带小行星。该小行星于1989年11月2日由日本業餘天文學家圓舘金與渡邊和郎兩人所发现。並且以圓舘金的出生地岩手縣下閉伊郡岩泉町安家洞（日本最長的鐘乳洞）命名此小行星。

## 轨道参数
小行星5679的轨道半长轴为2.8965488 UA，离心率为0.046。